# Karim Khalili
Pour les articles homonymes, voir Khalili.
Abdul Karim Khalili, né en 1950 à Qala-e Khesh, est un homme politique afghan, un des deux vice-présidents de la république islamique d'Afghanistan de 2004 à 2014.

## Biographie
Ministre de l'Économie de 1993 à 1995 dans le gouvernement de l'État islamique d'Afghanistan, Khalili devient leader du Hezb-e Wahdat-e islami (Parti de l’unité islamique) en 1996.
En 1999, les Talibans capturent son principal bastion de Bâmiyân, qu'il parvient à leur reprendre deux ans plus tard avec l'aide de l'Occident.
En décembre 2001, il devient l'un des cinq vice-présidents du gouvernement intérimaire afghan, puis du gouvernement de transition en juin 2002. Il occupe ensuite le poste de deuxième vice-président de la république islamique d'Afghanistan, au côté d'Hamid Karzai et conjointement avec Ahmad Zia Massoud, jusqu'en novembre 2009, puis avec Mohammad Qasim Fahim jusqu'à la mort de ce dernier en mars 2014, premiers vice-présidents successifs.